# El Progreso (1881-1887)
El Progreso fue un periódico editado en la ciudad española de Madrid entre 1881 y, al menos, 1887, vinculado al republicanismo.

## Historia
De ideología republicana y anticlerical y publicado entre 1881 y 1887, su director fue Andrés Solís durante estos años. Fue competidor de El Porvenir, al que absorbió en 1885, y predecesor del diario El País. A lo largo de su vida editorial se alineó en primera instancia del lado de Cristino Martos para pasar, más tarde, a apoyar a Ruiz Zorrilla.
En sus páginas habrían participado autores como Rafael Ginard de la Rosa, José Miralles Adolfo Vallespinosa, Ricardo Becerro de Bengoa, Clarín, Lucas Mallada, Adolfo Posada, Carlos Malagarriga, Hermenegildo Giner de los Ríos y Arturo Soria, quien presentó en las páginas del periódico su proyecto de ciudad lineal.
Alejandro Lerroux resucitaría en 1897 la cabecera El Progreso para fundar una nueva publicación.

## Referencias

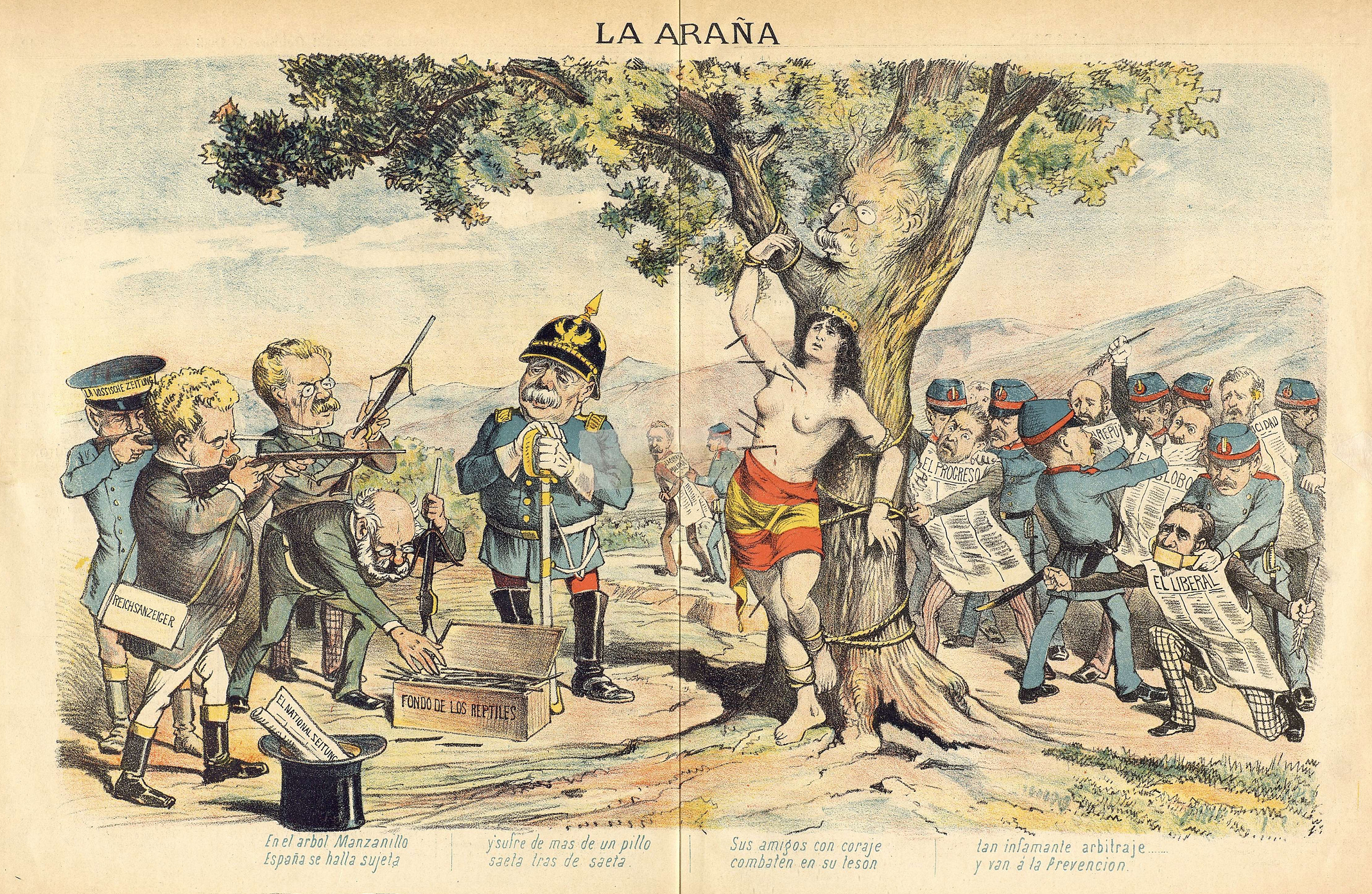
Caricatura de 1885 en la revista satírica La Araña, en la que se ve una alegoría de España, atacada, con la aquiescencia de Bismarck, por la prensa alemana (Vossische Zeitung, Deutscher Reichsanzeiger, National-Zeitung) ante la impotencia de varios periódicos republicanos españoles (La Publicidad, El Globo, El Liberal y El Progreso).